# Carl Daniels
Carl Bryant Daniels (* 26. August 1970 in St. Louis, Missouri) ist ein ehemaliger US-amerikanischer Profiboxer. Er war von Juni bis Dezember 1995 Weltmeister der WBA im Halbmittelgewicht.

## Amateurkarriere
Carl Daniels gewann als Amateur 170 von 177 Kämpfen. Sein größter internationaler Erfolg war der Gewinn der Goldmedaille im Fliegengewicht bei den Junioren-Weltmeisterschaften 1987 in Havanna. Er besiegte dabei unter anderem den späteren dreifachen Amateur-Weltmeister Serafim Todorow und den späteren WBC-Profiweltmeister Cho In-joo. Zudem gewann er noch im selben Jahr die National Golden Gloves im Fliegengewicht. Er besiegte dabei unter anderem Aristead Clayton (Golden Gloves-Gewinner 1991 und 1992, US-Meister 1992) und Sergio Reyes (Golden Gloves-Gewinner 1988, US-Meister 1990 und 1991, Olympiateilnehmer 1992).
1988 gewann er die US-Meisterschaften im Federgewicht und besiegte dabei auch den Weltmeister Kelcie Banks und Frank Peña, welcher im folgenden Jahr die US-Meisterschaften gewinnen konnte. Er konnte daraufhin an der US-Olympiaqualifikation 1988 teilnehmen, wo ihm im Halbfinale auch ein Sieg gegen Kevin Kelley gelang. Im Finalkampf verlor er jedoch mit 2:3 gegen den aktuellen Golden Gloves Champion Eddie Hopson, welcher in den Box-offs gegen Kelcie Banks ausschied.

## Profi
Carl Daniels bestritt sein Profidebüt am 1. November 1988 im Alter von 18 Jahren und seinen letzten Kampf am 29. August 2009 im Alter von 39 Jahren. Er gewann 26 Kämpfe in Folge, ehe er am 22. Februar 1992 beim Kampf um die WBC-Weltmeisterschaft im Halbmittelgewicht gegen Terry Norris unterlag.
Nach acht folgenden Siegen gewann er am 16. Juni 1995 gegen Julio Green den WBA-Weltmeistertitel im Halbmittelgewicht, den er in der ersten Titelverteidigung am 16. Dezember 1995 an Julio Vásquez verlor.
Am 29. März 1997 verlor er bei einem erneuten Kampf um den WBA-Titel im Halbmittelgewicht gegen Laurent Boudouani, der im August 1996 Julio Vásquez entthront hatte.
Seinen letzten WM-Kampf bestritt er am 2. Februar 2002 gegen Bernard Hopkins um die Titel der WBA, WBC und IBF im Mittelgewicht und verlor dabei durch Aufgabe seiner Ecke nach der zehnten Runde.
Bis zum Ende seiner Karriere boxte er unter anderem noch gegen Chad Dawson, Joachim Alcine, Curtis Stevens, Andy Lee und Allan Green.

## Titelgewinne
- 22. Februar 1995: WBF-Weltmeister im Mittelgewicht
- 16. Juni 1995: WBA-Weltmeister im Halbmittelgewicht
- 14. Juli 1998: US-Meister der USBA im Halbmittelgewicht
- 27. Juli 2002: Nordamerika-Meister der NABF im Mittelgewicht